# Obuasi
Obuasi – miasto i stolica dystryktu Obuasi w Regionie Ashanti w południowej Ghanie, leży na południe od Kumasi, na trasie linii kolejowej z Kumasi do Sekondi, jest ośrodkiem wydobycia złota, znane z kopalni, jednej z dziesięciu największych na świecie. Złoto wydobywane jest tutaj przynajmniej od XVII wieku. Kopalnia eksploatowana była przez Ashanti Goldfields Corporation – największą spółkę w kraju, do chwili jej połączenia z południowoafrykańską spółką AngloGold.
Liczba mieszkańców w 2003 roku wynosiła ok. 132 tys.
W mieście siedzibę ma klub piłki nożnej Ashanti Gold Sporting Club.

## Znani ludzie
- John Mensah - piłkarz.